# Neofinetia
Neofinetia (укр. Неофінетія) — рід багаторічних трав'янистих рослин родини орхідних.
Абревіатура родової назви — Neof.

## Синоніми
За даними Королівських ботанічних садів у К'ю:
- Finetia Schltr., 1918 nom. illeg. basionym
- Nipponorchis Masam., 1934 nom. illeg.

## Ареал та екологічні особливості
Гірські райони Китаю, Японії та Кореї. Напівлистопадні ліси.
Епіфіти, рідше літофіти.
Всі види роду Neofinetia входять в Додаток II Конвенції CITES. Мета Конвенції полягає в тому, щоб гарантувати, що міжнародна торгівля дикими тваринами та рослинами НЕ створює загрози їх виживання.

## Етимологія
Від грец. neo- (ново) і прізвища французького ботаніка Ашиля Фіне (1862—1913), французького ботаніка, редактора Natulae systematicae і ілюстратора рослин, який спеціалізувався на орхідних Китаю та Японії.

## Історія опису
До 1996 року рід вважався однотипним, в нього входив єдиний вид Неофінетія серпоподібна (Neofinetia falcata). У 1996 році в провінції Китаю Сичуань був виявлений новий вид  Neofinetia richardsiana, головна відмінність від неофінетії серпоподібної — коротша шпорка, її довжина 1 см 
 У 2004 році був описаний третій вид Neofinetia xichangensis.

## Біологічна опис
Мініатюрні рослини (до 15 см заввишки), з дворядно розташованим шкірястим листям і ароматними, особливо у вечірній час, білими квітками з добре вираженою шпоркою. Пагін моноподіального типу, псевдобульб не утворюють. 
 Дорослі рослини утворюють щільні куртини. Запилюються нічними лускокрилими.

## Види

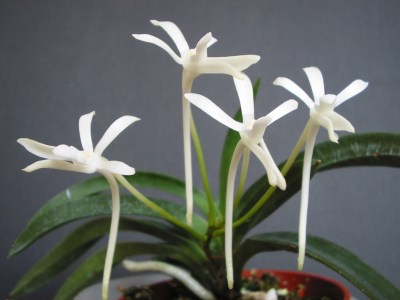
Неофінетія серпоподібна

За інформацією бази даних The Plant List , рід включає 3 види:
- Neofinetia falcata
- Neofinetia richardsiana
- Neofinetia xichangensis